# Crosscut Saw
Crosscut Saw, auch Cross Cut Saw Blues, ist ein Bluessong, der 1941 von Tommy McClennan aufgenommen wurde. Er gilt als Bluesstandard und wurde vielfach gecovert. Bekannt wurde vor allem die Version von Albert King aus dem Jahr 1966.

## Geschichte
Tommy McClennan nahm den Cross Cut Saw Blues am 15. September 1941 für Bluebird Records auf. McClennan sang und spielte eine akustische Gitarre. Es ist eine bassartige Begleitung zu hören, die ein unbekannter Musiker womöglich auf einem Waschwannenbass spielte. Die Aufnahme erfolgte im Stil des Delta Blues. Der Song gehört zum Genre des Dirty Blues (schmutziger oder unanständiger Blues), dessen Texte mit Doppeldeutigkeiten und sexuellen Anspielungen gespickt sind.
Bereits drei Monate zuvor, am 3. Juni 1941, hatte Tony Hollins eine Version des Cross Cut Saw Blues mit ähnlichem Text aufgenommen. Im Unterschied zu McClennans Version wurde die von Hollins jedoch nicht 1941 veröffentlicht, sondern erst Jahrzehnte später, nämlich 1992. Es ist unklar, wer den Song geschrieben hat, da verschiedene Musiker ihn im Repertoire hatten. Auf der ersten veröffentlichten Version, der von McClennan, wird dieser als Autor genannt.
Die Binghampton Blues Boys veröffentlichten 1963 ihre Version des Cross Cut Saw Blues. Diese Version war wohl die Basis für die Aufnahme von Albert King 1966. R. G. Ford, Anwalt und Betreiber des Labels East Side Records, für das die Binghampton Blues Boys ihre Version einspielten, ließ sich als Autor des Songs registrieren. Dieser R. G. Ford wird bei den Aufnahmen von Albert King (und auch späteren Aufnahmen, etwa von Corey Stevens) als Autor geführt.

## Die Version von Albert King
1966 spielte Albert King seine Version des Songs mit dem Titel Crosscut Saw ein. Der Text ist der gleiche wie bei McClennan, jedoch etwas gekürzt, dafür mit Gitarrensolos. King änderte jedoch das Arrangement und benutzte einen afrokubanischen Rhythmus, ähnlich zu seinem früheren Song I Get Evil (1962). Begleitet wurde King (Gesang, Gitarre) von Booker T. & the M.G.’s, der Hausband von Stax Records. Die Single erreichte Platz 34 der Billboard R&B Charts. Der Song erschien 1967 auf dem Album Born Under a Bad Sign.
King spielte Crosscut Saw für sein Album I Wanna Get Funky (1974) neu ein, mit einem stärker Funk-orientierten Arrangement.
Albert Kings Cross Cut Saw gilt als Bluesstandard. 2018 wurde der Song in der Version von 1966 in die Blues Hall of Fame der Blues Foundation aufgenommen.

## Weitere Coverversionen (Auswahl)
(Quelle: SecondHandSongs)
- Earl Hooker (1970)
- Sam Chatmon (1972)
- Luther Allison (1976)
- Otis Rush (1979)
- Eric Clapton (1983)
- R. L. Burnside & The Sound Machine (1991)
- Lurrie Bell (1997)